# 橋場
橋場（日语：／ Hashiba */?）是東京都台東區的町名。現行行政地名為橋場一丁目與橋場二丁目。2013年8月1日為止的人口有5,953人。郵遞區號是111-0023。

## 地理
位於台東區東北部，為住商混合區。北與墨田區堤通之間以隅田川為界，南與台東區今戶之間以今吉柳通為界，西鄰台東區清川，北與荒川區南千住之間以明治通為界。

## 歷史
1913年（大正2年）以前，此地是隅田川最古老的橋場渡船所在地。1964年（昭和39年）實施住居表示，以前的淺草石濱町1丁目至3丁目部分東側與淺草橋場町1丁目至3丁目全域成立橋場。

### 地名由來
一說是，傳說源頼朝軍隊要渡過隅田川時，在此地利用船隻架設浮橋通過而得名。
另外，《梅花無盡蔵》中則記載：「道灌公為攻下總千葉。構長橋三條。其所號橋場」。

## 交通
町域內沒有鐵路車站，可利用淺草站與三之輪站的巴士，以及北方的南千住站。

## 施設
- 東京都人權廣場
- 台東區立產業中心
- 台東區立石濱圖書館
- 橋場不動院 - 天台宗。
- 福壽院 - 曹洞宗。
- 保元寺 - 淨土宗。
- 玉蓮院    - 淨土宗。
- 松吟寺    - 曹洞宗。
- 台東區立橋場公園
- 宗教法人　東方之光

## 備註
1. ↑  住民基本台帳による町丁名別世帯人口数 平成２５年８月１日現在[永久]